# Charles Lory
Charles Lory (ur. 30 lipca 1823 r. w Nantes, zm. 3 maja 1889 r. w Grenoble) – francuski geolog, długoletni profesor geologii na uniwersytecie w Grenoble. 

## Życiorys
Młodość spędził w Nantes: jego ojciec był oficerem marynarki wojennej w okresie napoleońskim, a następnie kapitanem na statkach handlowych. Charles Lory uczęszczał do królewskiego gimnazjum w Nantes, które ukończył jako prymus. W 1840 r. został przyjęty jednocześnie do dwóch czołowych paryskich szkół wyższych: École Normale i École Polytechnique. Wybrał tę pierwszą. Po jej ukończeniu w 1843 r. objął posadę nauczyciela fizyki w gimnazjum w Grenoble, jednocześnie zwracając swe zainteresowania ku geologii. Od 1849 r. był profesorem fizyki w liceum w Besançon i w tym czasie poznał dokładnie budowę geologiczną Jury. Doktorat uzyskał w 1847 r. W 1849 r. objął po śmierci J.-F.-E. Gueymarda katedrę historii naturalnej na uniwersytecie w Grenoble. W 1852 r. objął tam katedrę geologii. Stworzył podstawy wiedzy o budowie geologicznej Alp Delfinackich i opracował szereg map geologicznych tych terenów. Od 1881 r. wykładał w paryskiej École Normale Supérieure.

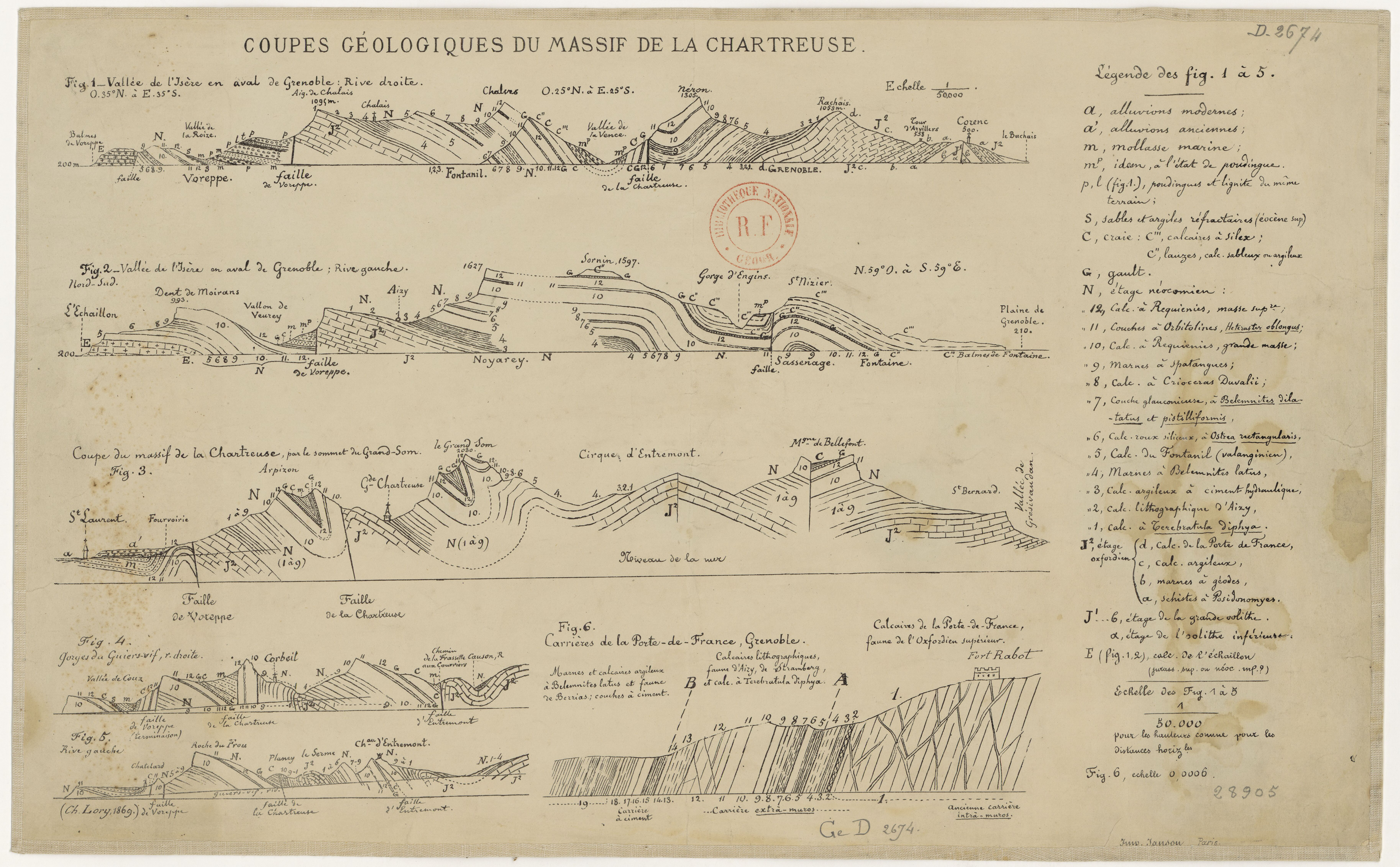
Przekroje geologiczne masywu de la Chartreuse wykonane przez Ch. Lory'ego

Był jednym z głównych inicjatorów i jednym z 18 członków założycieli Sekcji Izery Francuskiego Klubu Alpejskiego (section de l'Isère du Club Alpin Français), powołanej 27 sierpnia 1874 r., a następnie jej honorowym prezesem.
Z inicjatywy innego wybitnego członka sekcji, Henriego Duhamela, nazwiskiem Lory’ego nazwano bezimienny dotąd zwornik w grani Barre des Écrins – obecny Pic Lory (4 086 m n.p.m.).